# Blanche Monnier
Blanche Monnier (Poitiers, 1.º de março de 1849 – Blois, 13 de outubro de 1913) foi uma mulher francesa que foi encarcerada por sua mãe num pequeno quarto e ali ficou por 25 anos, sem ver a luz do sol.
Quando tinha 27 anos, Blanche Monnier anunciou sua intenção de se casar com um advogado, que não era do agrado de sua mãe. A desaprovação de sua mãe levou-a a ser encarcerada por esta, por pelo menos 25 anos. Em 23 de maio de 1901, o procurador geral de Paris recebeu uma carta anônima que revelou o encarceramento ilegal. Foi encontrada em terríveis condições e resgatada pela polícia.
Sua mãe adoeceu pouco depois de ser presa e morreu 15 dias mais tarde. Seu irmão, Marcel, levado a tribunais, foi inicialmente condenado porém, mais tarde, foi absolvido depois de uma apelação. Apesar de os juízes criticarem sua atitude, concluíram que o «dever de libertar» não existia no código penal daquele tempo.
Depois de libertada, com problemas mentais, Blanche Monnier foi internada num hospital psiquiátrico, onde morreu em 1913.
Em 1930, André Gide publicou um livro sobre o incidente, La Séquestrée de Poitiers, mudando pouco mas mantendo os nomes dos protagonistas.